# Sowjetische Generalsränge
Mit dem Ukas vom 22. September 1935 wurden in der Roten Arbeiter- und Bauernarmee persönliche Ränge eingeführt. Im Wesentlichen glichen diese Ränge denjenigen aus der zaristischen Armee, mit Ausnahme der Generalsränge. Die sowjetischen Generalsränge wurden mit der Dienststellung bezeichnet. Mit Ukas vom 7. Mai 1940 wurden schließlich unter Beibehaltung der alten Rangabzeichen Generalsränge wieder eingeführt.
Hingegen kam es vor, dass Kommandeure, die wegen der Säuberungen in Haft waren und nach dem 22. Juni 1941 frei und zum Fronteinsatz kamen, noch die alten Ränge trugen.
Ende 1942/Anfang 1943 erhielten die Politoffiziere militärische Dienstgrade.

## Generalsränge von 1935 bis 1940
| Kurzbezeichnung                     | Vollständige Bezeichnung                                                                  | Rangabzeichen                                     | Rangabzeichen                         | Rangabzeichen                  | Rangbezeichnung ab Mai 1940                         |
| Kurzbezeichnung                     | Vollständige Bezeichnung                                                                  | Chevron                                           | Kragenabzeichen (klein, Gymnastjorka) | Kragenabzeichen (groß, Mantel) | Rangbezeichnung ab Mai 1940                         |
| ----------------------------------- | ----------------------------------------------------------------------------------------- | ------------------------------------------------- | ------------------------------------- | ------------------------------ | --------------------------------------------------- |
| KomBrig (Комбриг)                   | Командир бригады (Brigadier, Brigadeführer oder Brigadekommandeur)                        |                                                   |                                       |                                | Генера́л-майо́р (Generalmajor)                        |
| KomDiw (Комдив)                     | Командир дивизии (Divisionär, Divisionsführer oder Divisionskommandeur)                   |                                                   |                                       |                                | Генера́л-лейтена́нт (Generalleutnant)                 |
| KomKor (Комкор)                     | Командир корпуса (Korpskommandant, Korpsführer oder Korpskommandeur)                      |                                                   |                                       |                                | генера́л-полко́вник (Generaloberst)                   |
| KomandArm II (Командарм 2-го ранга) | Коммандующий армии 2-го ранга (Heerführer, Armeeführer oder Armeebefehlshaber II. Klasse) |                                                   |                                       |                                | Генерал армии (Armeegeneral)                        |
| KomandArm I (Командарм 1-го ранга)  | Коммандующий армии 1-го ранга (Heerführer, Armeeführer oder Armeebefehlshaber I. Klasse)  |                                                   |                                       |                                | Генерал армии (Armeegeneral)                        |
| Marschall (Маршал)                  | Маршал Советского Союза (Marschall der Sowjetunion)                                       | en: Request for creation and upload of a picture! |                                       |                                | Маршал Советского Союза (Marschall der Sowjetunion) |

## Generalsränge ab 1943
1943 wurden die Marschälle und Hauptmarschälle der Waffengattung eingeführt.
Oberbefehlshaber von Armeen und Fronten, Stabschefs von Fronten, der Generalstabschef und seine Stellvertreter, Stellvertreter des Verteidigungsministers usw. wurden vom Generaloberst zum Armeegeneral befördert und konnten später zum Marschall der Sowjetunion ernannt werden.
Oberbefehlshaber von Panzerarmeen, Chefs Panzertruppen von Fronten, der Chef Panzer- und mechanisierte Truppen wurde vom Generaloberst zum Marschall der Panzertruppen ernannt und konnten später zum Hauptmarschall der Panzertruppen befördert werden.
Analog bei Artillerie, Luftstreitkräften, Pioniertruppen.
Über allen stand der Generalissimus der Sowjetunion, ein Rang der nur in Kriegszeiten dem Obersten Befehlshaber verliehen wurde und den lediglich Josef Stalin innehatte.
Mit Ukas vom 6. Januar 1943 wurden Schulterklappen wieder eingeführt, um die Stellung der Offiziere hervorzuheben und die Moral der Truppe zu verbessern.
| Generalsrang                                                        | Rangabzeichen 1943–1955 | Bemerkung                                              |
| ------------------------------------------------------------------- | ----------------------- | ------------------------------------------------------ |
| Генера́л-майо́р (General-maior)                                       |                         | Generalmajor                                           |
| Гнера́л-лейтена́нт (General-leitenant)                                |                         | Generalleutnant                                        |
| Генера́л-полко́вник (General-polkownik)                               |                         | Generaloberst                                          |
| Генерал армии (General armii)                                       |                         | Armeegeneral                                           |
| Маршал рода войск (Marschal roda woisk)                             |                         | Marschall der Waffengattung (hier Panzertruppe)        |
| Главный маршал рода войск (Glawni marschal roda woisk)              |                         | Hauptmarschall der Waffengattung                       |
| Маршал Советского Союза (Marschal Sowjetskowo Sojusa)               |                         | Marschall der Sowjetunion                              |
| Генералиссимус Советского Союза (Generalissimus Sowjetskowo Sojusa) |                         | Generalissimus der Sowjetunion Geplantes Rangabzeichen |